# Virginio Merola
Virginio Merola (Santa Maria Capua Vetere, 14 febbraio 1955) è un politico italiano, sindaco di Bologna dal 2011 al 2021 e sindaco dell'omonima città metropolitana dal 2015 al 2021.

## Biografia
Virginio Merola nasce a Santa Maria Capua Vetere e, dopo aver vissuto a Curti in provincia di Caserta, si trasferisce con la famiglia a Bologna all'età di cinque anni. Qui studia al liceo classico Marco Minghetti e si laurea all'Università di Bologna in Filosofia. Dal 1979 al 1989 è stato dipendente della Società Autostrade in qualità di esattore, venendo poi assunto dalla Lega delle Autonomie locali nel 1989.

### Attività politica
È stato presidente del quartiere Savena dal 1995 al 2004, poi assessore all'urbanistica nella giunta Cofferati (2004-2009). Già nel Partito Comunista Italiano, poi nel PDS e nei DS, nel 2007 è tra i fondatori del Partito Democratico.
Nel 2008 si candida nelle primarie del PD per il sindaco di Bologna. Le primarie sono vinte da Flavio Delbono, mentre Merola arriva terzo con il 21,4% dei consensi su 24.920 votanti. Delbono vince poi le elezioni a sindaco, nel giugno 2009.
Alle elezioni provinciali del 2009 viene eletto consigliere della provincia di Bologna nel collegio Bologna-Corticella, dove ottiene il 52,56%; è poi eletto presidente del Consiglio provinciale, carica che mantiene fino al febbraio 2011.
Nel 2013, durante il gay pride di Bologna, si esprime a favore del matrimonio tra persone dello stesso sesso e dell'adozione per le coppie omosessuali.

#### L'elezione a sindaco di Bologna
Dopo le dimissioni di Delbono dalla carica di sindaco a causa di indagini giudiziarie a suo carico e la rinuncia a candidarsi di Maurizio Cevenini, Merola si candida nuovamente alle primarie organizzate dal centrosinistra nel gennaio 2011 per scegliere il candidato sindaco di Bologna, gli altri candidati sono Amelia Frascaroli e Benedetto Zacchiroli. Merola vince con un ampio margine (il 58,4% dei consensi su 28.390 votanti).
Alle elezioni amministrative del 2011 Merola, alla guida della coalizione di centrosinistra, ottiene al primo turno il 50,47% dei consensi, divenendo così sindaco di Bologna.
Nel giugno 2014 la giunta Merola avvia un ampio progetto di riqualificazione delle principali strade del centro cittadino (cantiere BOBO, ovvero Bologna per Bologna), conclusosi - in anticipo rispetto ai tempi previsti - il 1º dicembre dello stesso anno. L'intervento ha portato alla sistemazione del manto stradale, al ripristino del basolato in zone storiche e ad un consistente ampliamento delle aree pedonali. Viene inoltre inaugurata nel 2014 la pratica dei "T-days", ovvero la chiusura al traffico delle tre principali strade cittadine durante i fine settimana, dando spazio al passeggio, alle attività commerciali e agli spettacoli di strada. Al contempo si attuano politiche a sostegno del trasporto sostenibile su bicicletta, quali il completamento della "tangenziale delle biciclette" lungo l'intero perimetro dei viali di circonvallazione e la concessione di incentivi per l'acquisto di mezzi a due ruote.
Nel settembre 2014, in qualità di ufficiale di stato civile, trascrive nei registri anagrafici gli atti di matrimonio esteri di coppie formate da persone dello stesso sesso, permettendo loro di beneficiare dell'effetto certificativo ed esercitare, in Italia e all'estero, i diritti loro spettanti in base alle leggi dell'Unione europea ed i diritti e doveri del matrimonio nei Paesi in cui è riconosciuta pienamente l'efficacia del matrimonio egualitario.
Durante l'amministrazione Merola viene anche aumentato il numero di voli low cost in arrivo all'Aeroporto Marconi, portando ad un massiccio aumento nel numero di turisti a Bologna, raggiungendo nel 2019 il record di 2,4 milioni di arrivi, con una crescita pari al 118% rispetto al 2014.
Nel 2015, con l'istituzione della Città metropolitana di Bologna, Virginio Merola diviene de iure sindaco metropolitano.

#### Secondo mandato
Alle elezioni amministrative del 2016 Merola si ripresenta come candidato sindaco del centrosinistra: ottiene il 39,48% al primo turno e accede al ballottaggio contro Lucia Borgonzoni, candidata del centro-destra in quota Lega Nord. Al secondo turno Merola ottiene il 54,64% dei voti, contro il 45,36% della sfidante di centrodestra, diventando inoltre il primo sindaco di Bologna ad essere eletto per un secondo mandato dall'introduzione dell'elezione diretta. Rimane in carica fino al 2021, quando gli succede Matteo Lepore, già assessore in entrambe le giunte da lui presiedute.

#### Elezione in Parlamento
Alle elezioni politiche del 2022 viene eletto alla Camera dei Deputati nel collegio uninominale Emilia-Romagna - 06 (Bologna) per il centro-sinistra, venendo eletto con il 45,48% (pari a 93.462 voti) e superando Dalila Ansalone del centrodestra (26,51%) e Naike Gruppioni di Azione - Italia Viva (10,78%).

#### Controversie
Nel 2017 viene condannato dalla Corte dei Conti in via definitiva (insieme alla Giunta e ad alcuni funzionari) per un danno erariale di 30 000 euro, avendo affidato l'incarico di capo di gabinetto a persona priva dei titoli richiesti (licenza media anziché la laurea richiesta dal ruolo occupato).